# La Montagne magique (film d'Andrei Schtakleff, 2015)
Pour les articles homonymes, voir La Montagne magique (homonymie).
La Montagne magique est un documentaire français réalisé par Andrei Schtakleff, sorti en 2015.
Ce documentaire a été tourné dans les mines de Potosi en Bolivie.

## Synopsis
Dans les mines d'argent de Potosí en Bolivie, exploitées jusqu'à l'épuisement, et à l'approche de l'exploitation alléchante des mines de lithium, sont recueillis les témoignages de la souffrance des mineurs. Des Boliviens tentent d’imaginer un autre modèle.

## Fiche technique
- Titre : La Montagne magique
- Réalisation : Andrei Schtakleff
- Photographie : Andrei Schtakleff et Alexandra Mélot
- Montage, étalonnage : Qutaiba Barhamji
- Montage son, mixage : Manuel Vidal
- Musique : Martin Wheeler
- Production : The Kingdom, Marie-Odile Gazin
- Format : couleur, 16/9, 5.1
- Dates de sortie : 
  -  France : 1er juillet 2015 (FID Marseille)

## Développement
Le film bénéficie en 2013 d'une aide financière de 60000€ de la part du CNC, Centre national du cinéma et de l'image animée.
Ce film a été écrit avec le soutien de Brouillon d’un rêve de la Scam et du dispositif  La Culture avec la Copie Privée .

## Distinctions
- FIDMarseille 2015[3] :
  - Prix « Georges de Beauregard National »
  - Prix de l'Institut français de la critique en ligne